# Bachomobampo Número Dos
Bachomobampo Número Dos är en ort i Mexiko.   Den ligger i kommunen Ahome och delstaten Sinaloa, i den västra delen av landet, 1 200 km nordväst om huvudstaden Mexico City. Bachomobampo Número Dos ligger 8 meter över havet och antalet invånare är 1 365.
Terrängen runt Bachomobampo Número Dos är mycket platt. Runt Bachomobampo Número Dos är det ganska tätbefolkat, med 83 invånare per kvadratkilometer. Närmaste större samhälle är Los Mochis, 16,1 km öster om Bachomobampo Número Dos. Omgivningarna runt Bachomobampo Número Dos är i huvudsak ett öppet busklandskap.